# آرمسترانگ (دلاویر)
آرمسترانگ (به انگلیسی: Armstrong) یک منطقهٔ مسکونی در ایالات متحده آمریکا است که در دلاور واقع شده است. آرمسترانگ ۱۸٫۹ متر بالاتر از سطح دریا قرار دارد.